# Bleu de Corse
Le Bleu de Corse est un fromage français produit sur les hauts plateaux au nord de l'île.

## Fabrication
Ce fromage fait avec du lait de brebis a une à pâte persillée.
Il est affiné pendant 6 mois.

## Dégustation
Le bleu de Corse a un goût piquant.

### Vins conseillés
- un vin rouge corsé de Corse.

### Saison favorable
La meilleure saison pour le consommer est de l'été à l'automne.